# Pischdorf (Guteneck)
Pischdorf ist ein Ortsteil der Gemeinde Guteneck im Landkreis Schwandorf. 

## Geographie
Pischdorf liegt etwa 20 km westlich der Landesgrenze zu Tschechien im mittleren Oberpfälzer Wald, rund 2 km nordöstlich von Guteneck auf einer Höhe von 480 Metern. Der Ort ist über die Kreisstraßen SAD 38 zu erreichen. 

## Aus der Geschichte

### Siedlung Pischdorf
Slawische Ortsnamen wie Gleiritsch, Hohentreswitz oder Trefnitz belegen eine frühe Besiedlung der Gegend um den Kulm nahe bei Pischdorf. In einer weiteren Siedlungsphase, dessen Schwerpunkt im 10. Und 11. Jahrhundert lag, entstanden eine Reihe von dorf-Orten wie Pamsendorf, Fuchsendorf oder Altendorf, denen richt-Orte und ried-Orte wie Trichenricht, Lampenricht oder Zeinried folgten.

### Besitzgeschichte
Die Brüder Pruno, Ludewicus und Rudegerus von Willhof schenkten ihren Anteil an einem Landgut, den sie in Pischdorf (Pisschofesdorf) besaßen, um 1150 dem Kloster Reichenbach. Irinfrid von Swerzinfelt (Schwarzenfeld) erhielt die Besitzungen bei Pischdorf. Er gab sie an Reginger von Tännesberg zur Verwaltung weiter. Ab dem 14. Jahrhundert übernahmen die Muracher die Besitzungen in Pischdorf. Jordan von Murach erhielt am 10. Juni 1315 die Vogtei Weidenthal und Pischdorf zum Lehen. Im Jahre 1524 übernahm Albrecht von Murach neben der Vogtei Weidenthal die Vogtei Pischdorf. Er übte den militärischen Schutz aus und war für die Gerichtsbarkeit zuständig.

### Dreißigjähriger Krieg
Der Dreißigjährige Krieg von 1618 bis 1648 war ein Konflikt um die Vorherrschaft im Heiligen Römischen Reich Deutscher Nation und in Europa und zugleich ein Religionskrieg, der auch 1621 die Oberpfalz erreichte und verheerende Auswirkungen in wirtschaftlicher, gesellschaftlicher und kultureller Art hatte. Auch das Amt Nabburg, zu dem Pischdorf gehörte, war davon stark betroffen. Raub, Brand und Plünderungen setzten die Leute in Angst und Schrecken, die Viehbestände waren stark reduziert. Seuchen und Hungersnöte dezimierten die Bevölkerung im Amt Nabburg in dieser Zeit um etwa 40 Prozent. Die Bewohner Nabburg und der umliegenden Dörfer mussten für die Kriegskosten aufkommen. So hatte Pischdorf in den Jahren 1628 bis 1651 Kriegsaufwendungen in Höhe von 1057 Gulden zu tragen.

## Gemeindebildung
Das Königreich Bayern wurde 1808 in 15 Kreise eingeteilt. Diese Kreise wurden nach französischem Vorbild nach Flüssen benannt (Naabkreis, Regenkreis, Unterdonaukreis). Die Kreise gliederten sich in Landgerichtsbezirke. Die Bezirke wiederum sollten in einzelne Gemeindegebiete eingeteilt werden. 1811 wurde das Landgericht Nabburg in 58 Obmannschaften, einer untersten Verwaltungseinheit, die einer Gemeinde entspricht, eingeteilt. Einer davon war Unteraich, bestehend aus den Dörfern Unteraich, Mitteraich, Oberaich, Pischdorf, Guteneck, Oberkatzbach, Häuslberg und Maximilianshof. Nach dem Gemeindeedikt von 1818 gab es am 14. Juni 1819 ein Verzeichnis der bestehenden Gemeinden im Landgericht Nabburg. Die Gemeinde Pischdorf bestand aus den Ortschaften Pischdorf mit 45 Familien und der Einöde Maximilianshof mit drei Familien. Im Jahre 1842 wohnten in Pischdorf 26 Familien. Die Einwohnerzahl lag bei 194. Am Maximilianshof wohnten zwei Familien mit insgesamt sieben Personen.

## Auflösung der Gemeinde Pischdorf
Am 1. Januar 1972 wurde die Gemeinde Pischdorf aufgelöst und in die Gemeinde Guteneck eingegliedert.

## Bildergalerie

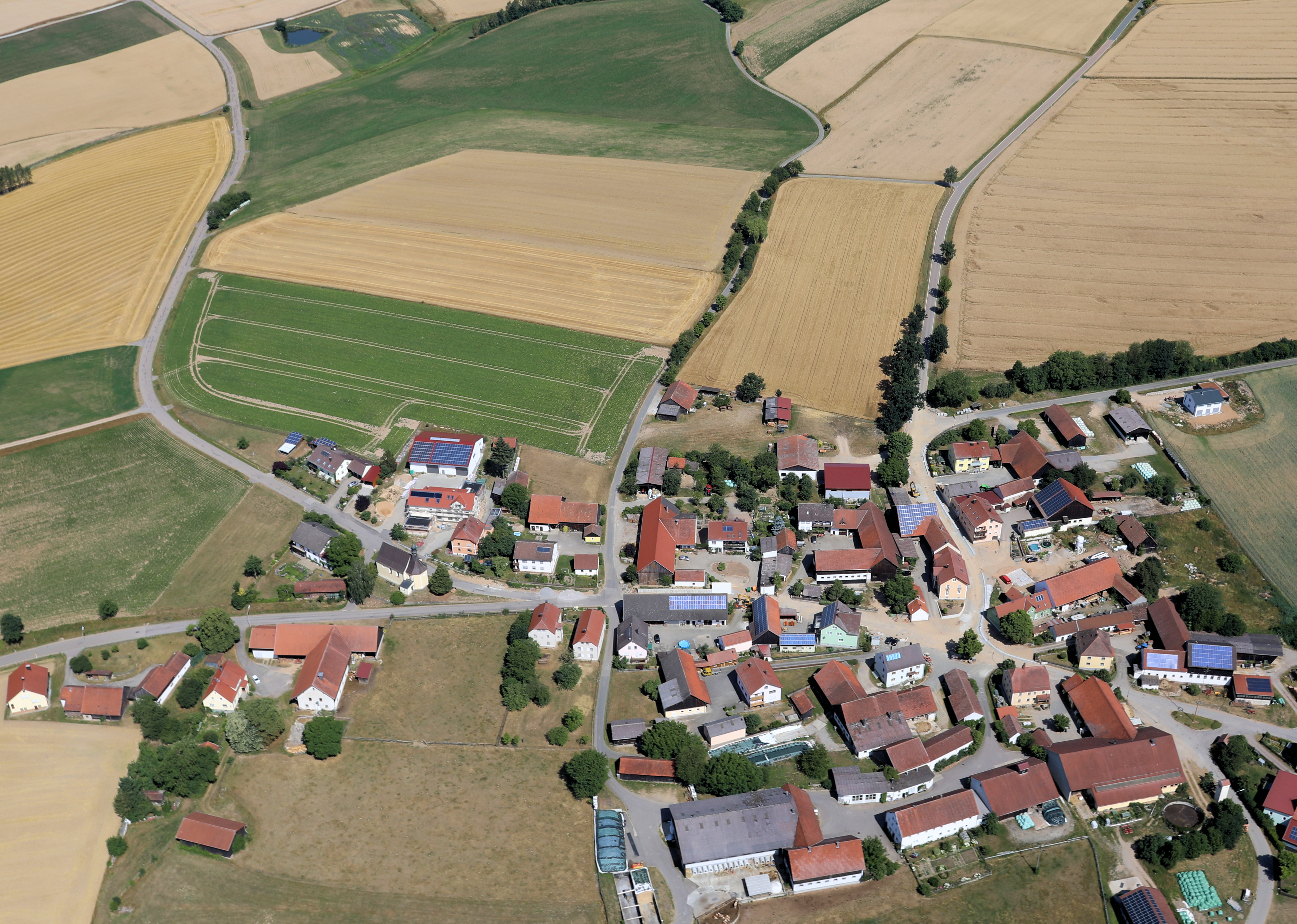
Pischdorf (2022)
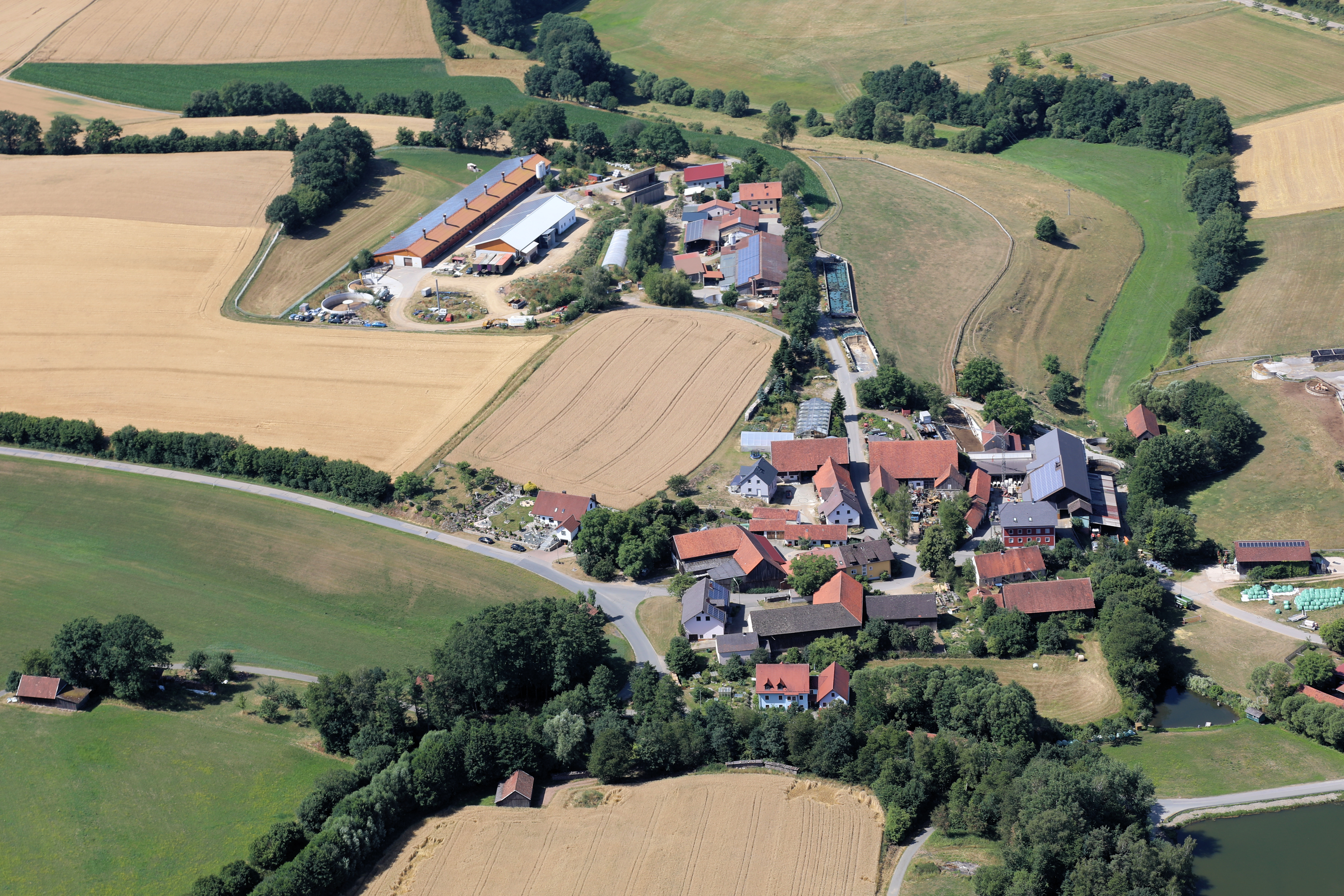
Pischdorf (2022)
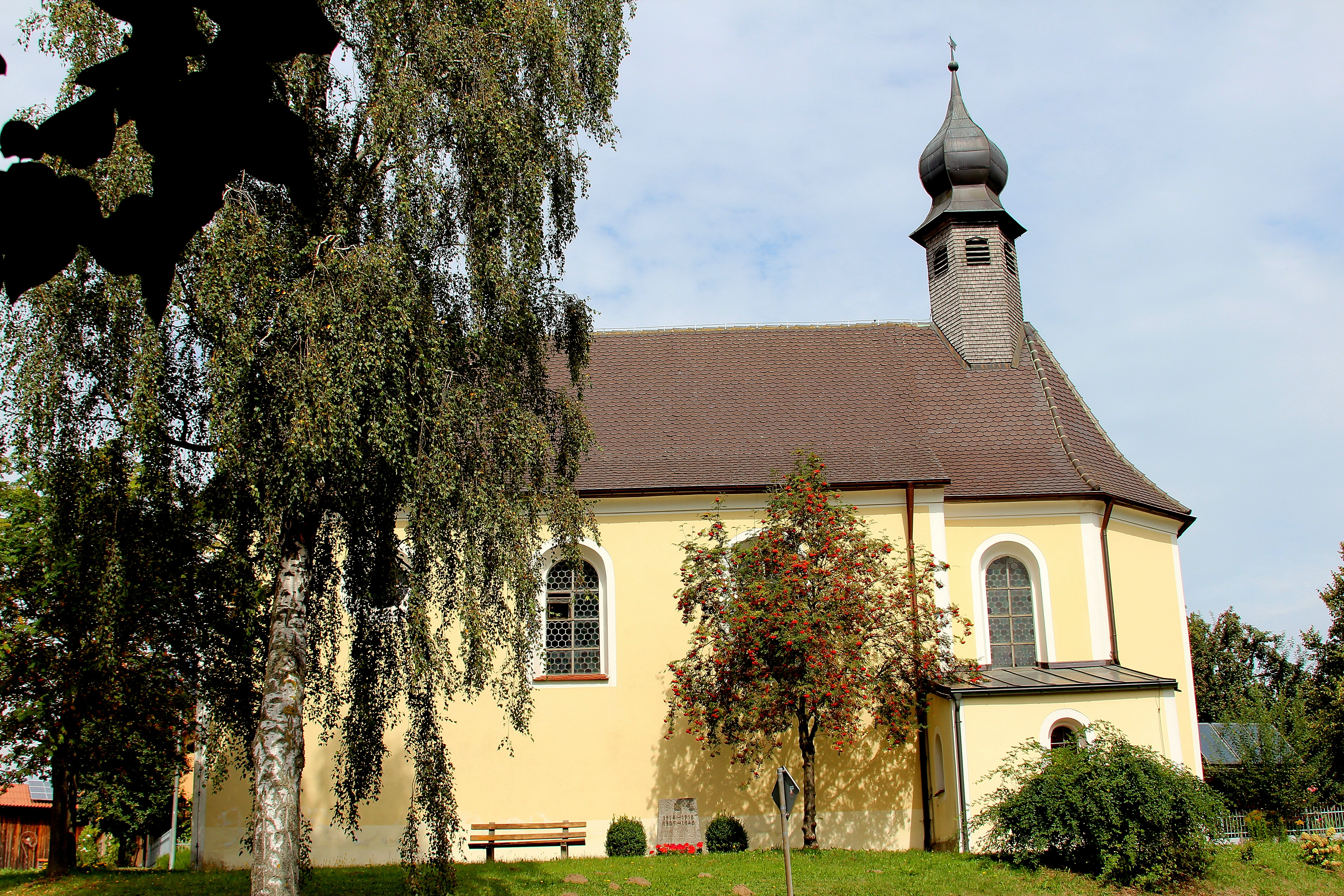
St. Stephan (2016)
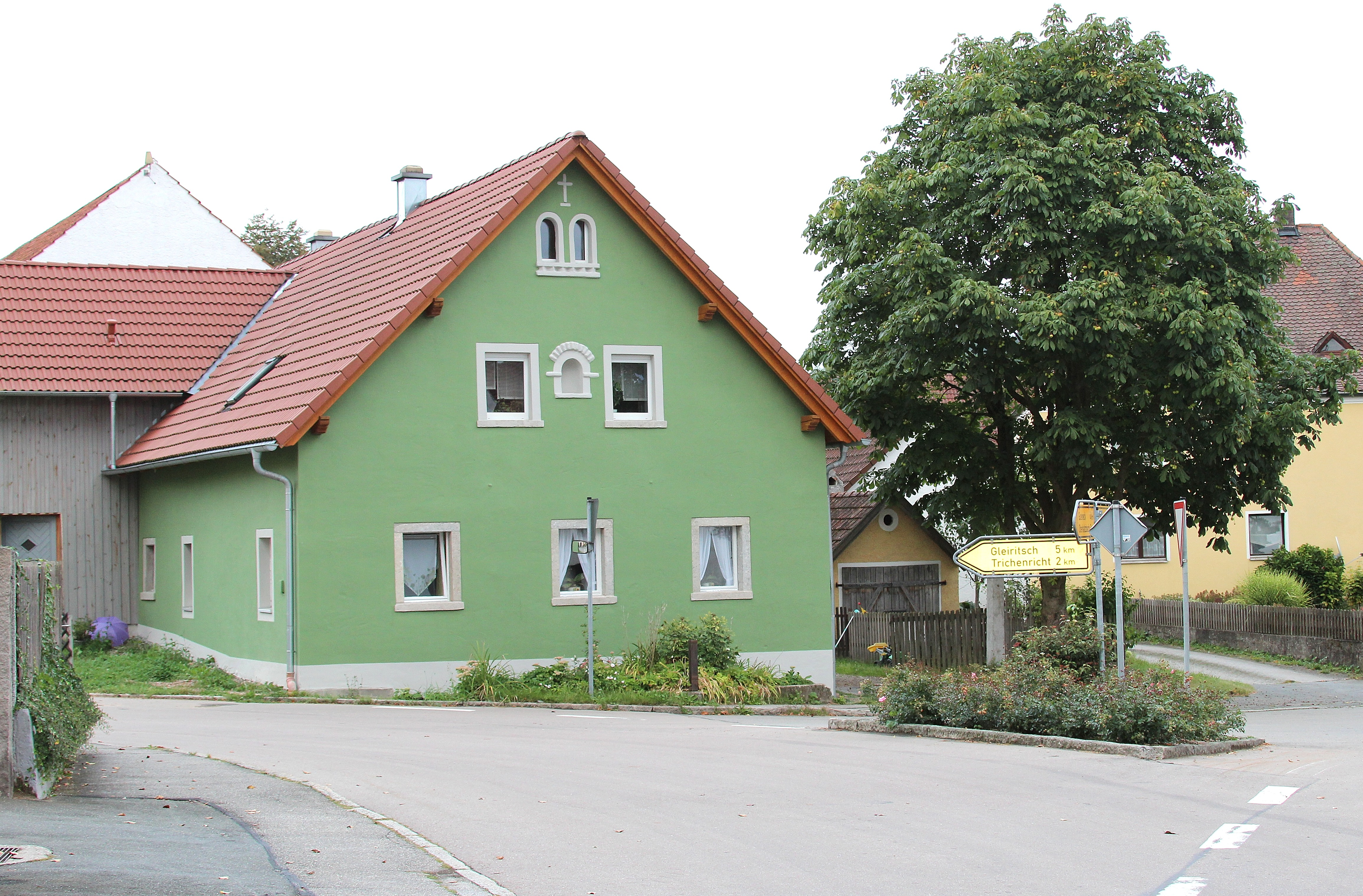
Pischdorf (2016)
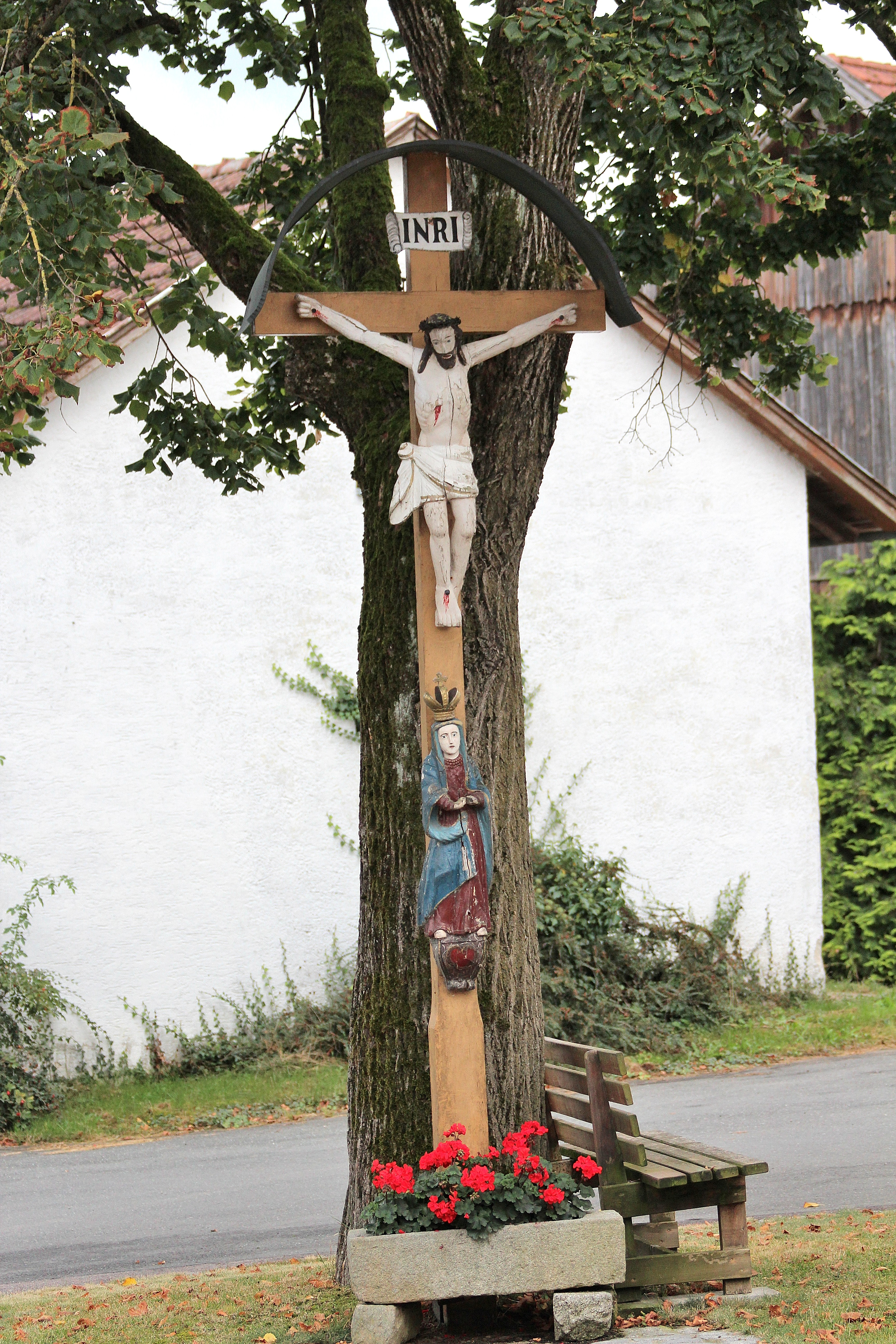
Dorfkreuz (2016)
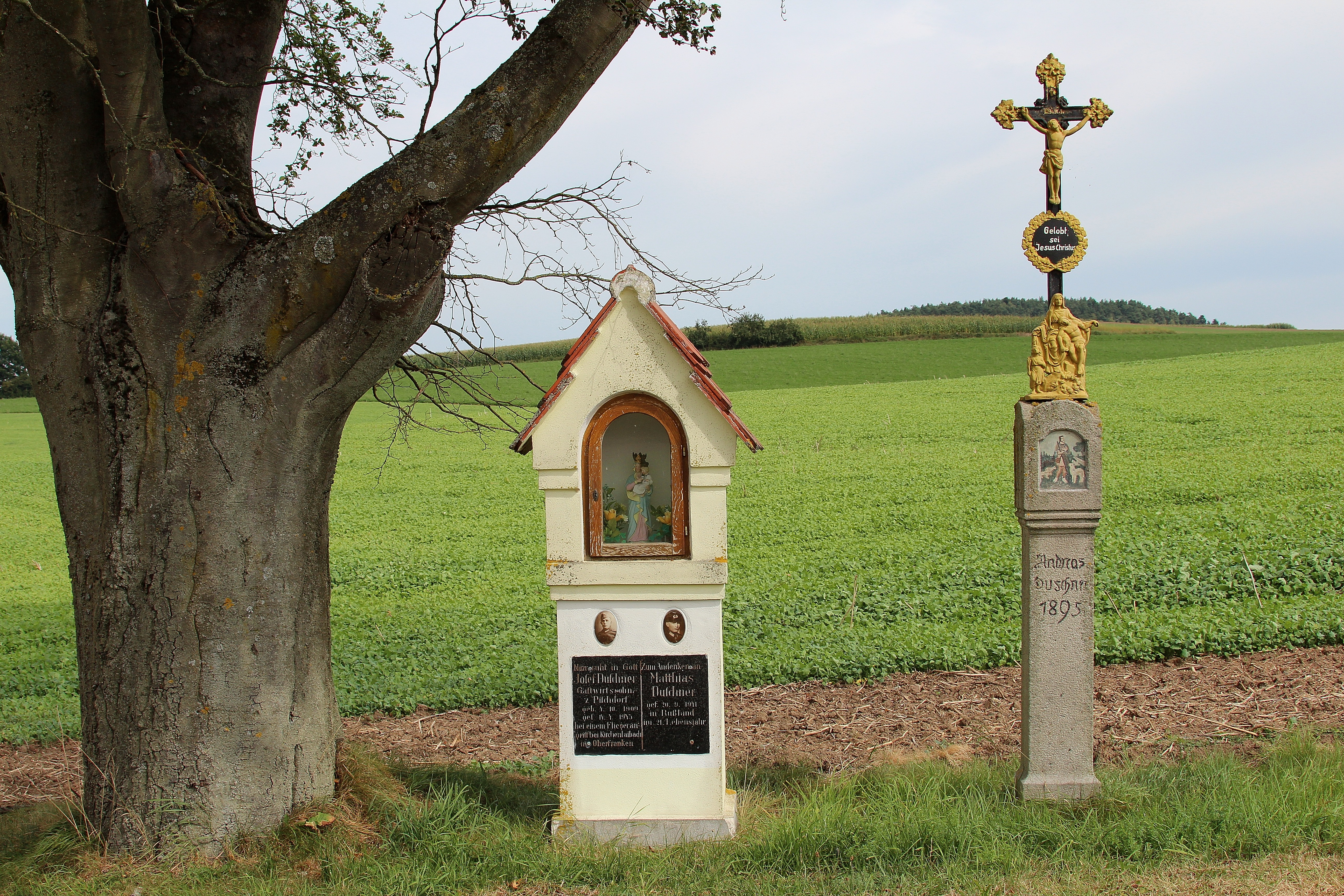
Bildstock (2016)